# ماكس جوسيف ميتزجر
ماكس جوسيف ميتزجر (بالألمانية: Max Josef Metzger)‏ (و. 1887 – 1944 م) هو ناشط إسبرانتو، وكاهن كاثوليكي، وداعٍ إلى السلم ‏، ومقاوم عسكري ألماني، ولد في شوبفهايم، توفي في براندنبورغ آن در هافل، عن عمر يناهز 57 عاماً.

## روابط خارجية
- ماكس جوسيف ميتزجر على موقع مونزينجر (الألمانية)